# 伊戈尔·阿南斯基赫
伊戈尔·亚历山德罗维奇·阿南斯基赫（俄語：Игорь Александрович Ананских，羅馬化：Igor' Aleksandrovich Ananskikh，1966年9月6日—）俄罗斯政治家、曾任国家杜马副主席、现任第八届国家杜马代表。
阿南斯基赫于2017年4月5日被授予二级祖国功勋奖章，以表彰“对俄罗斯议会制发展和积极立法事务的巨大贡献”。

## 制裁
他是美国财政部于2022年3月24日因2022年俄乌战争而受到制裁的国家杜马成员之一。出于同样的原因，他也招到英国政府的制裁。